# Велике Граховше
Велике Граховше (словен. Velike Grahovše) — поселення в общині Лашко, Савинський регіон, Словенія. Висота над рівнем моря: 557,5 м. 